# Trindade do Sul
Trindade do Sul är en kommun i Brasilien.   Den ligger i delstaten Rio Grande do Sul, i den södra delen av landet, 1 400 km söder om huvudstaden Brasília. Antalet invånare är 5 787.
Omgivningarna runt Trindade do Sul är en mosaik av jordbruksmark och naturlig växtlighet. Runt Trindade do Sul är det ganska glesbefolkat, med 23 invånare per kvadratkilometer.